# Aaron Pritchett
Aaron Pritchett (né le 2 août 1970 à Vancouver, en Colombie-Britannique) est un chanteur canadien de musique country.

## Biographie
Pritchett a fait ses débuts comme disc jockey au bar Rooster's Country Cabaret à Pitt Meadows dans lequel il commença à se produire accompagné d'un groupe. Pritchett coécrit une grande partie de ses chansons et il décide d'en sélectionner quelques-unes pour enregistrer son premier album. Il signe chez 604 Records.
À l'occasion de la sortie de son album Thankful, en 2008, Pritchett est parti en tournée avec Toby Keith et Jessie Farrell.

## Discographie

### Albums
| Année                                  | Détails                                                       | Meilleurs positions |
| Année                                  | Détails                                                       | CAN                 |
| -------------------------------------- | ------------------------------------------------------------- | ------------------- |
| Young in Love                          | - Date de sortie : 1996 - Label : auto-réalisé                | —                   |
| Consider This                          | - Date de sortie : 10 août 2002 - Label : Royalty Records     | —                   |
| Something Goin' On Here                | - Date de sortie : 9 september 2003 - Label : Royalty Records | —                   |
| Big Wheel                              | - Date de sortie : 18 avril 2006 - Label : OPM Records        | 99                  |
| Thankful                               | - Date de sortie : 9 septembre 2008 - Label : 604 Records     | 41                  |
| In the Driver's Seat                   | - Date de sortie : 9 novembre 2010 - Label : Decibel Records  | —                   |
| The Score                              | - Date de sortie : 24 juin 2016 - Label : Big Star Recordings | —                   |
| "—" signifie qu'il ne s'est pas classé |                                                               |                     |

### Singles
| Année                                         | Single                                    | Meilleures positions | Album                              |
| Année                                         | Single                                    | CAN                  | Album                              |
| --------------------------------------------- | ----------------------------------------- | -------------------- | ---------------------------------- |
| 2002                                          | "Consider This"                           | —                    | Consider This                      |
| 2002                                          | "You Can't Say I Didn't Love You"         | —                    | Consider This                      |
| 2003                                          | "New Frontier"                            | —                    | Something Goin' On Here            |
| 2004                                          | "My Way"                                  | —                    | Something Goin' On Here            |
| 2004                                          | "John Roland Wood"                        | —                    | Something Goin' On Here            |
| 2005                                          | "Lucky for Me"                            | —                    | Something Goin' On Here            |
| 2006                                          | "Big Wheel"                               | —                    | Big Wheel                          |
| 2006                                          | "Hold My Beer"                            | —                    | Big Wheel                          |
| 2006                                          | "Warm Safe Place"                         | —                    | Big Wheel                          |
| 2007                                          | "The Weight"                              | —                    | Big Wheel                          |
| 2007                                          | "Done You Wrong"                          | 79                   | Big Wheel                          |
| 2008                                          | "Let's Get Rowdy"                         | 98                   | Thankful                           |
| 2008                                          | "How Do I Get There"                      | 79                   | Thankful                           |
| 2009                                          | "Hell Bent for Buffalo"                   | 84                   | Thankful                           |
| 2009                                          | "Hard to Miss"                            | —                    | Thankful                           |
| 2010                                          | "Nothing but Us"                          | 23                   | Thankful                           |
| 2010                                          | "Light It Up"                             | 28                   | In the Driver's Seat               |
| 2011                                          | "Drive"                                   | 26                   | In the Driver's Seat               |
| 2011                                          | "Coming Clean"                            | 42                   | In the Driver's Seat               |
| 2012                                          | "I Want to Be in It with You"             | 31                   | In the Driver's Seat               |
| 2012                                          | "Summertime"                              | 31                   | Non-album single                   |
| 2013                                          | "Suntan City"                             | 18                   | Body of Work: A Collection of Hits |
| 2013                                          | "You Should Be"                           | —                    | Non-album singles                  |
| 2014                                          | "Hold You Like My Whiskey"                | —                    | Non-album singles                  |
| 2014                                          | "Boat on the Water"                       | 28                   | Body of Work: A Collection of Hits |
| 2015                                          | "Wake You with a Kiss"                    | 29                   | Body of Work: A Collection of Hits |
| 2016                                          | "Dirt Road in 'Em"                        | 6                    | The Score                          |
| 2016                                          | "Out of the Blue"                         | 13                   | The Score                          |
| 2017                                          | "When a Momma's Boy Meets a Daddy's Girl" | 5                    | The Score                          |
| 2018                                          | "Worth a Shot"                            | 6                    | Out on the Town                    |
| 2018                                          | "Better When I Do"                        | 1                    | Out on the Town                    |
| "—" signifie que le titre ne s'est pas classé |                                           |                      |                                    |